# Щоденне технічне обслуговування
Щоденне технічне обслуговування автомобіля, або ЩТО — це комплекс заходів щодо підтримання нормального робочого стану автомобіля, гарантування безпеки руху. ЩТО проводиться після роботи з метою підготовки транспортного засобу до подальшої експлуатації.

## Елементи ЩТО
- Перевірка технічного стану.
- Заправлення експлуатаційними рідинами.
- Усунення виявлених несправностей.
- Прибирально-мийні операції.
- Санітарна обробка.

Прибирально-мийні роботи виконуються за потребою, але обов'язково перед технічним обслуговуванням чи ремонтом. Оброблення кузовів автомобілів спеціального призначення здійснюється відповідно до вимог та інструкцій на перевезення даного виду вантажів. Технічний стан автомобілів на автотранспортному підприємстві щоденно перевіряє відповідний технічний персонал після повернення транспортного засобу на місце постійної стоянки, а також водій перед виїздом на лінію та під час зміни водіїв на лінії. Якщо транспортний засіб експлуатується без повернення наприкінці робочого дня на місце постійної стоянки, в такому разі його технічний стан перевіряє водій щодня, перед початком його роботи. Технічне обслуговування виконується у планово-обов'язковому порядку, включаючи визначений Положенням про технічне обслуговування і ремонт дорожніх транспортних засобів автомобільного транспорту та інструкціями виробників перелік обов'язкових робіт.